# 6596 Bittner
A 6596 Bittner (ideiglenes jelöléssel 1987 VC1) a Naprendszer kisbolygóövében található aszteroida. Antonín Mrkos fedezte fel 1987. november 15-én.